# Schuyler Colfax
Schuyler Colfax (n. 23 martie 1823 - d. 13 ianuarie 1885) a fost un politician american, Vicepreședinte al Statelor Unite ale Americii între 4 martie 1869 și 4 martie 1873.
S-a stabilit în Indiana unde a fondat St. Joseph Valley Register, unde a lucrat ca redactor (1845-1863).